# Hilário Remídio das Virgens
Hilário Remídio das Virgens ou Ojuobá, (Salvador, 13 de janeiro de 1884 — Rio de Janeiro, 1970), filho de Regino José das Virgens e Josefa Valentina em uma senzala localizada na Freguesia de Santo Antônio, região da antiga Salvador - Bahia. 
Nasceu livre, graças a Lei do Ventre Livre, e desde sua mais tenra idade, começou a ser preparado pelo seu avô, Unjibemim, que se transformara em um importante Babalorixá, para dar continuidade aos fundamentos e axés da família. Filho de Oxalufã, mas com o eledá entregue à Airá, como foi determinado pelo Ifá de seu avô e pai de santo.
Hilário aos 7 (sete) anos de idade sofreu uma bolação, isto é, entrou em transe completo ocasionado pela incorporação violenta do seu Orixá Airá, tendo sido iniciado no candomblé (nação Queto), por volta de 1891. Ele nunca disse seu verdadeiro Oruncó, ou seja, o nome de Orixá ou como se fala na nação Angola - "dijina"); no entanto, recebeu o título ou Ijoiê de Ojuobá, Oiê (título) africano dado àqueles que se tornassem altos zeladores e dignitários do culto de Xangô.
Como a família possuía otás (pedras de assentar Orixás) diretamente vindos da Nigéria, o seu Orixá foi assentado em um precioso otá de Xangô (Edum Ará), trazido da África pelo seu avó e pai de santo Unjibemim.
Em 1894, morre Unjibemim deixando seu neto e filho de santo entregue aos seus pais carnais, para que os mesmos dessem continuidade às suas obrigações e ao aprimoramento dos conhecimentos fundamentais dos orixás, como também da língua iorubá, que passou a dominar fluentemente, apesar de não saber ler nem escrever o português.

## Na Nação Angola
Fez, no ano de 1899, a obrigação de tiragem de Mão de Vumbe com a mameto-de-inquice Maria Rufino Duarte, conhecida como Mariquinha Lembá (?-1928), filha de Lembá e praticante da nação de Angola. Permaneceu como filho de santo de D. Mariquinha durante 29 anos, período este em que se aprofundou nos fundamentos do ritual de Angola sem, entretanto, desprezar os conhecimentos de Queto adquiridos através de seu avô, Unjibemim.
D. Mariquinha ou Mariazinha de Lembá era parente e irmã de santo de outra grande Mama (mãe) de Angola, D. Maria Neném, de onde se originaram famílias importantes como Ciriáco de Caviungo, Terreiro Tumba Junçara e de Bernardino de Lêmba, Terreiro Bate Folha.
Entretanto, em 1928 morre D. Mariquinha e, mais uma vez, Ojuobá faz obrigação de tiragem de Mão de Vumbi com o importante Babalorixá Florzinho da Encarnação, Babajibé, filho de Oxalufã, praticante da nação Queto e patriarca de uma das mais importantes famílias do Candomblé do Brasil – a "família Encarnação" -, aprofundando ainda mais seus conhecimentos de raiz familiar e do ritual Queto.
Entre 1910 e 1930 consta que, Hilário além de funcionário da Faculdade de Medicina da Bahia, no cargo de servente, foi companheiro da famosa mãe de santo do Opô Afonjá, Ana Eugênia dos Santos – Obabii – de Xangô Ogodô, uma das mais proeminentes Ialorixás do Candomblé, tendo vivido com ela por um bom tempo; consta também que participava dos rituais internos e de barracão do Candomblé do Gantois juntamente com o Ogã africano de lá, pai Bibiano, tendo sido com este um dos principais defensores da ascensão de Dona Menininha do Gantois ao poder daquela casa, em 1925, com apenas 26 anos de idade, o que foi muito contestado por outras correntes daquele Axé na ocasião.

## Ida para o Rio de Janeiro
Por volta dos anos 1950, Ojuobá conhece o jornalista Mário Barcelos em uma festa no Gantois, nascendo neste momento uma grande amizade e admiração mútua, o que resultou na aceitação de Mário como filho de santo e conduzindo-o à obrigação de santo, feita pelo velho Hilário Ojuobá, prioritariamente no ritual Queto, mas com fundamentos e direitos para a nação Angola, a partir do que foi adquirido por Hilário com Mariquinha Lembá. Isto se justifica porque a nação Angola era a mais divulgada e de mais prestígio na época no Rio de Janeiro, o que levou Mário Barcelos a optar por ela ao montar sua casa de santo no Rio de Janeiro.
Mário Barcelos era de Xangô de Ouros (em iorubá Ouorô) tendo recebido a dijina de Obateleuá (na verdade um nome de santo de nação Queto e não Angola). Consta que somente duas famílias de santo no país tinham fundamentos e sabiam lidar com este tipo de Xangô: a família de Hilário Ojuobá que tinha o nome de Casa Amarela; e o famoso Felipe Mulexê, que era iniciado para este Xangô, sendo também irmão de Felisberto Sowzer (o pai de santo e Babalaô Benzinho), ambos amigos de Ojuobá e netos de Bamboxê Obiticô, o famoso babalaô nigeriano que ajudou a constituir o culto Queto na Bahia.
Em 1958, devido a problemas profissionais, Mário Barcelos retorna à cidade do Rio de Janeiro com sua família, levando consigo seu pai de santo Ojuobá.